# Halfdan Ragnarsson
Halfdan Ragnarsson, död 877, var en engelsk monark. Han var kung av Kungariket Jorvik (kung av södra Northumbria och York) 876–877. 